# Smoljan (stad)

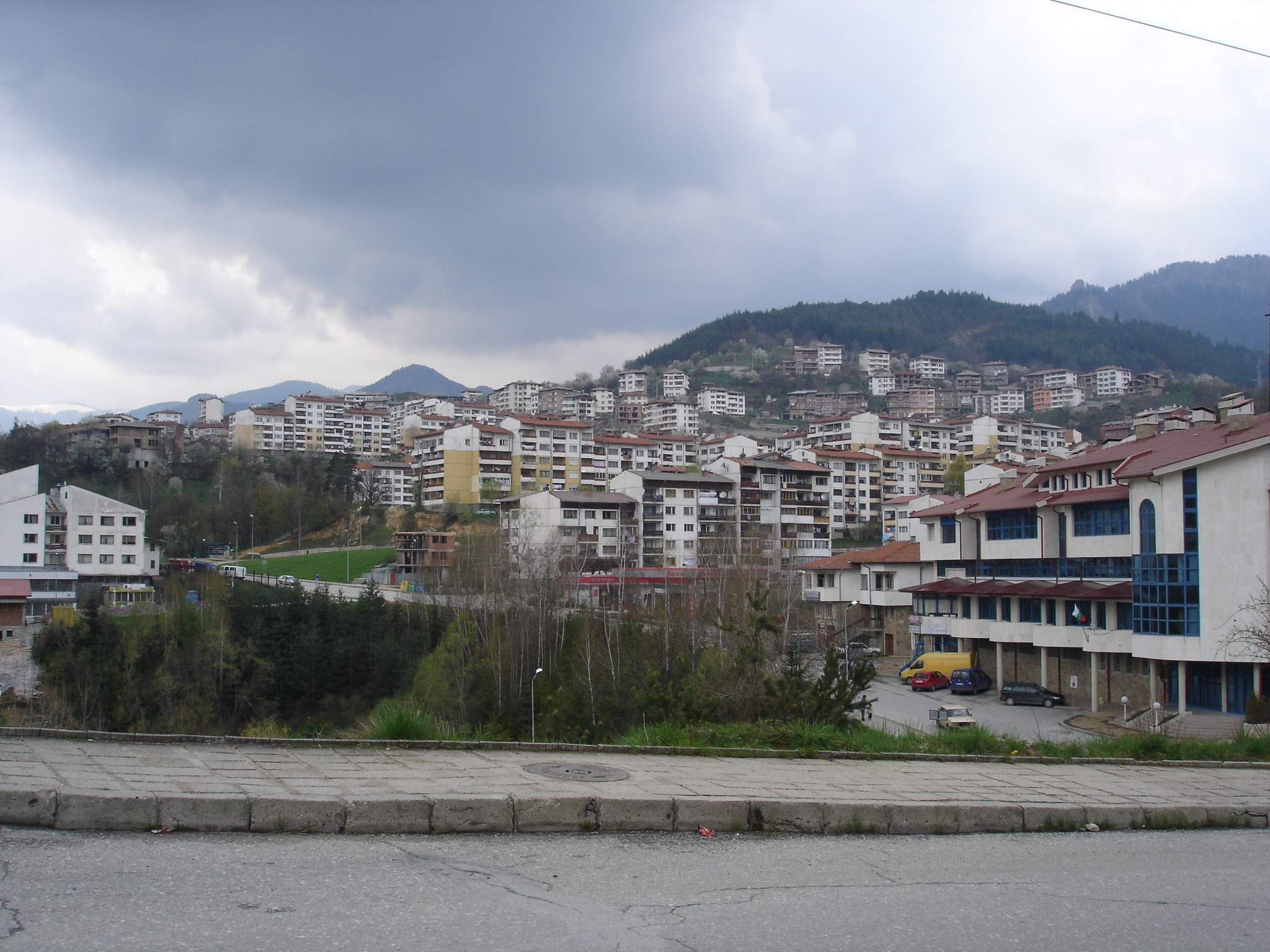
Uitzicht op de stad Smoljan

Smoljan (Bulgaars: Смолян; Turks: Paşmaklı of Ahiçelebi), soms ook geschreven als Smolian of Smolyan, is een stad in het zuiden van Bulgarije en hoofdstad van de oblast Smoljan. De stad ligt in het dal van de witte (Bjela) en zwarte (Tsjerna) rivier aan de voet van het Rodopegebergte nabij de populaire ski resorts Pamporovo en Tsjepelare.

## Bevolking
Op 31 december 2019 telde de stad Smoljan 27.092 inwoners, terwijl de gemeente Smoljan, samen met de 79 nabijgelegen dorpen, 35.829 inwoners had. Op 1 februari 2011 telde de stad Smoljan nog 30.642 inwoners, terwijl de gemeente Smoljan 41.452 inwoners had.
De bevolking van Smoljan is relatief homogeen. De grootste etnische groep vormen de Bulgaren (waaronder een grote minderheid van Pomaken). In de stad en gemeente Smoljan wonen relatief kleine aantallen minderheden, waaronder Roma en Turken. 
| stad Smoljan     | 25.084 | 153   | 258 |
| gemeente Smoljan | 32.708 | 170   | 301 |
| oblast Smoljan   | 86.847 | 4.696 | 448 |

## Religie
Bij de volkstelling van 1 februari 2011 was het invullen van een geloofsovertuiging optioneel. Van de 41.452 mensen die bij de volkstelling van 2011 werden geregistreerd, kozen 13.866 personen (ruim 33%) ervoor om hun religieuze overtuiging niet te specificeren. Van de respondenten identificeerden 18.042 personen, oftewel 65%, zich tot de Bulgaars-Orthodoxe Kerk. De islam is de op een na grootste religie met 5.052 gelovigen (ongeveer 18,3% van de bevolking). In tegenstelling tot de rest van Bulgarije zijn de meeste moslims moslims Slavisch, ook wel Pomaken genoemd in de volksmond. Verder hebben 1.169 inwoners geen religieuze overtuiging (4,2%), 78 inwoners zijn lid van een protestantse kerkgenootschap (0,3%) en 63 personen behoren tot de Katholieke Kerk (0,2%).
|                              | Aantal | Percentage (%) | Percentage (%) |
| 41.452                       | Totaal | Respondenten   |                |
| ---------------------------- | ------ | -------------- | -------------- |
| Bulgaars-Orthodoxe Kerk      | 18.042 | 43,53          | 65,40          |
| Katholieke Kerk in Bulgarije | 63     | 0,15           | 0,23           |
| Protestantisme               | 78     | 0,19           | 0,28           |
| Islam                        | 5.052  | 12,19          | 18,31          |
| Overig                       | 46     | 0,11           | 0,17           |
| Onkerkelijk                  | 1.169  | 2,82           | 4,24           |
| Geen antwoord                | 3.136  | 7,57           | 11,37          |
| Onbekend                     | 13.866 | 33,45          | -              |

## Afbeeldingen

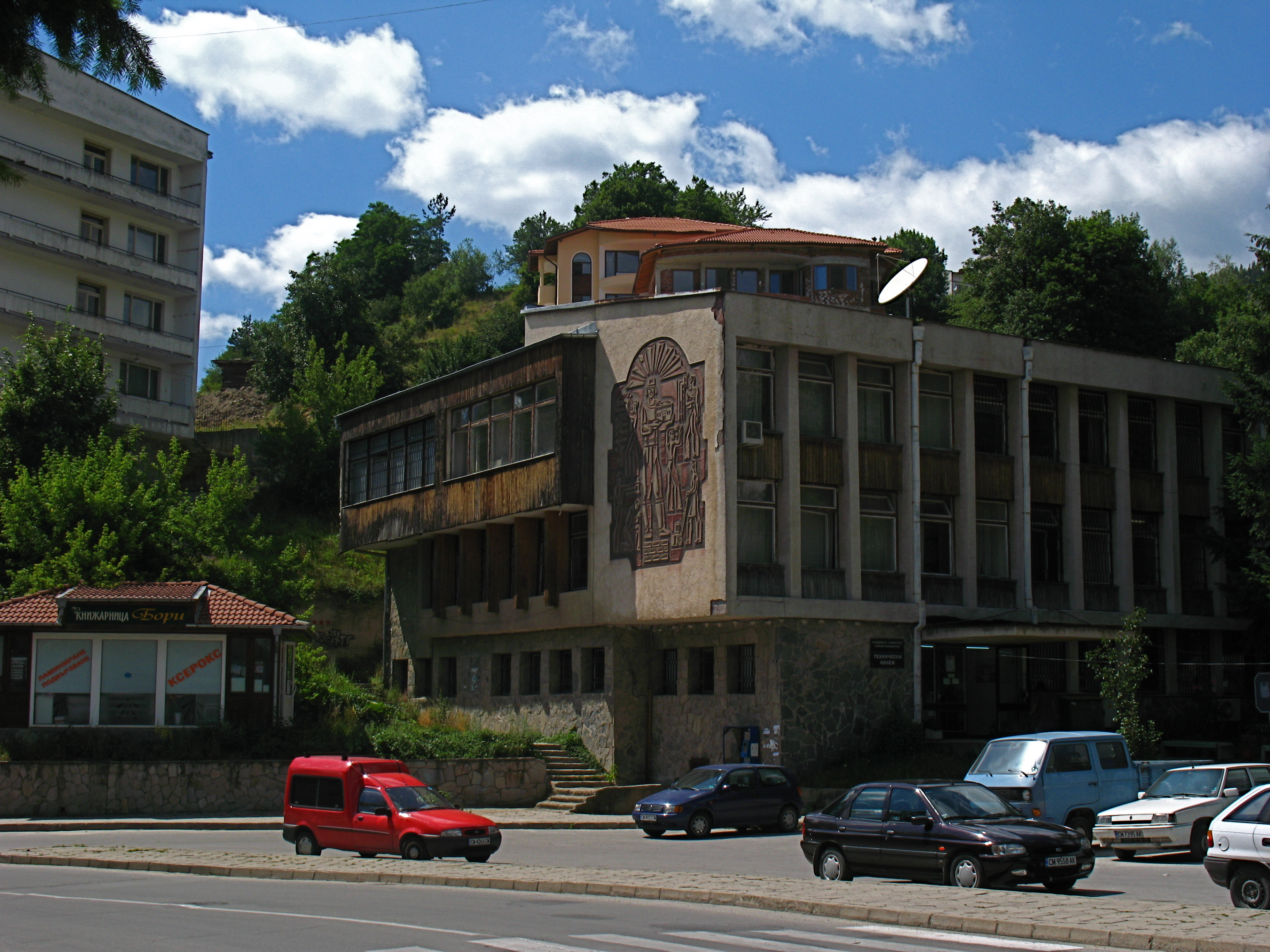
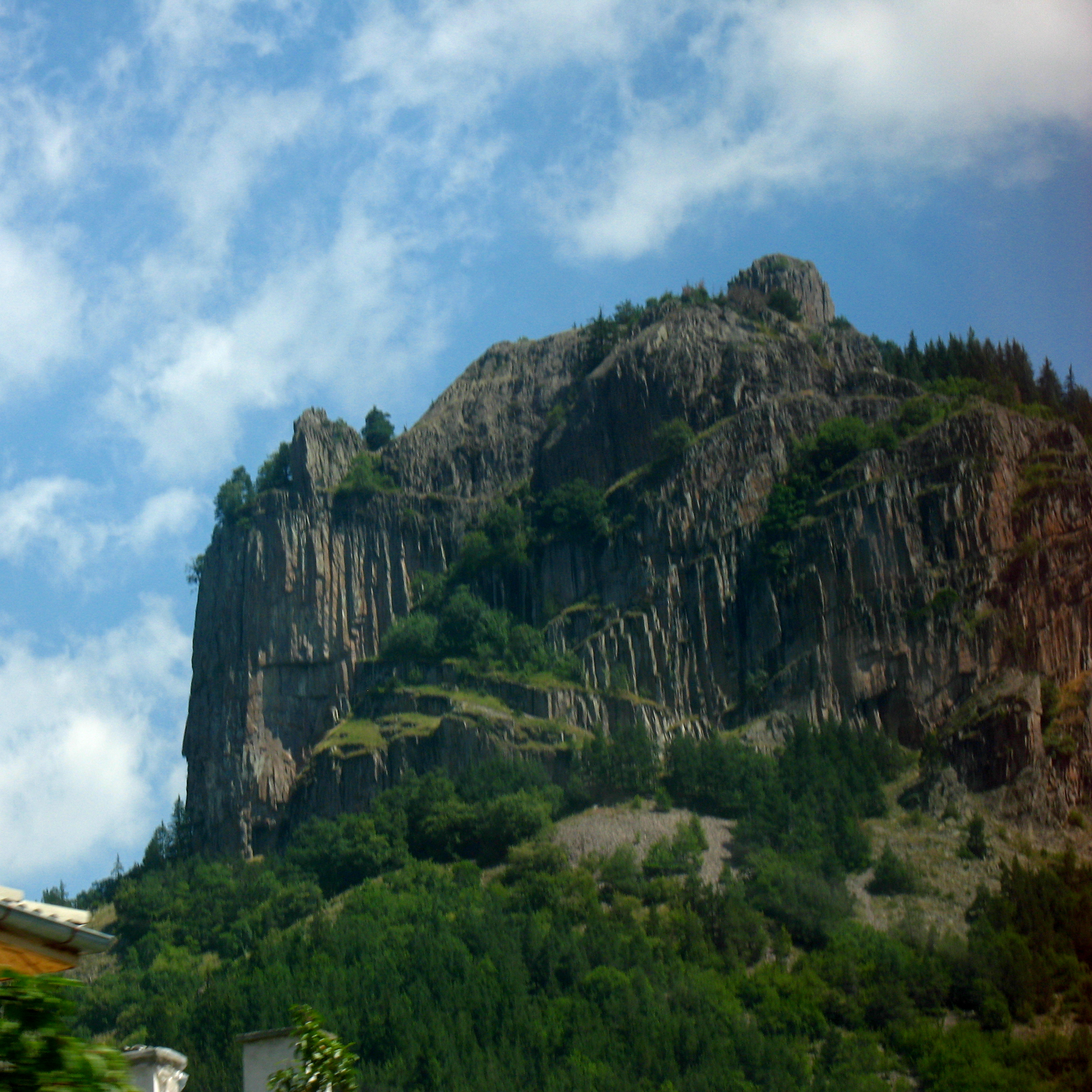
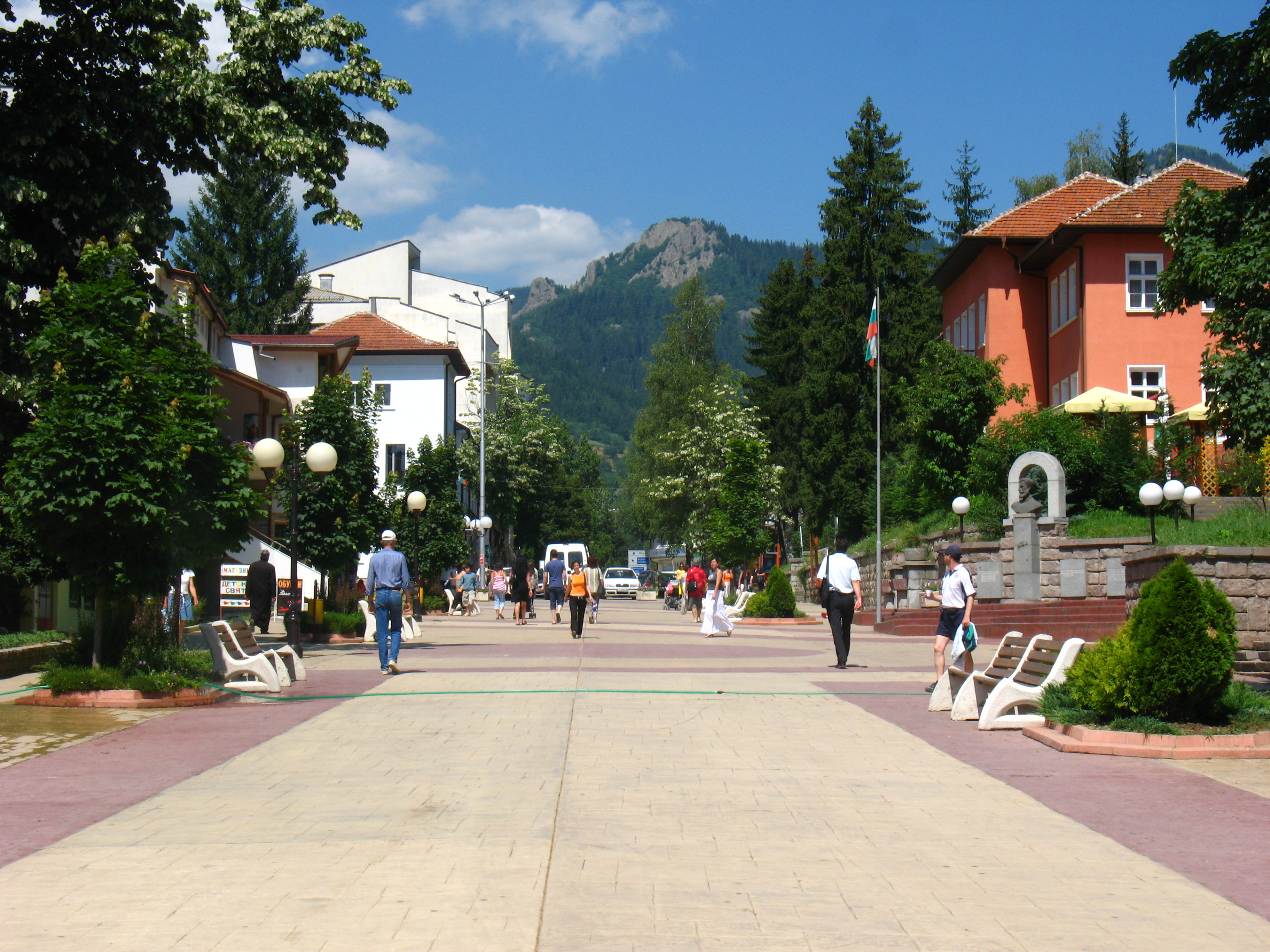
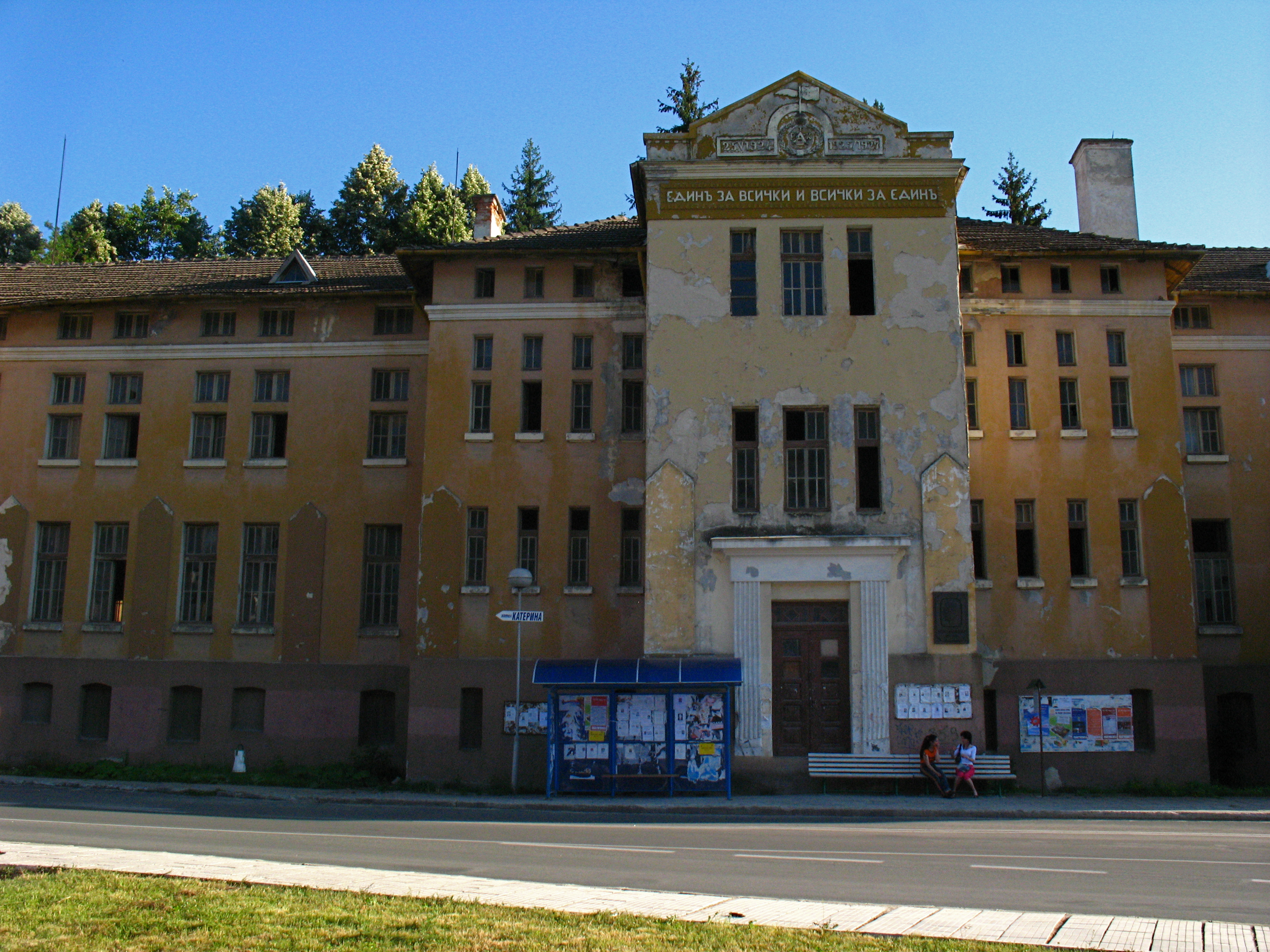